# Tipula (Lunatipula) transfixa
Tipula (Lunatipula) transfixa is een tweevleugelige uit de familie langpootmuggen (Tipulidae). De soort komt voor in het Palearctisch gebied.